# Ittanrivier
De Ittanrivier (Zweeds Ihtainenjoki; Samisch: Ihtánjohka) Beaivvejohka) is een rivier die stroomt in de Zweedse  gemeente Kiruna. De rivier verzorgt de toevoer en afwatering van het Ittanmeer (Ittanjaure). Haar oorsprong ligt op de zuidelijke hellingen van de Cearrugeahci. De rivier stroomt naar het zuidoosten en belandt uiteindelijk in het Sáhpalak. De rivier is circa 8 kilometer lang.
Afwatering: Ittanrivier → (Sáhpalak) → Ripasrivier → (Torneträsk) → Torne → Botnische Golf